# قائمة البهارات الهندية
البهارات الهندية هي مجموعة متنوعة من التوابل المزروعة في شبه القارة الهندية (منطقة فرعية في جنوب آسيا). مع مناخات مختلفة في أجزاء مختلفة من البلاد، تنتج الهند مجموعة متنوعة من التوابل، والعديد منها موطنه شبه القارة الهندية. تم استيراد البعض الآخر من مناخات مماثلة ومنذ ذلك الحين يتم زراعتها محليًا لعدة قرون. الفلفل والكركم والهيل والكمون من اساسيات التوابل الهندية.

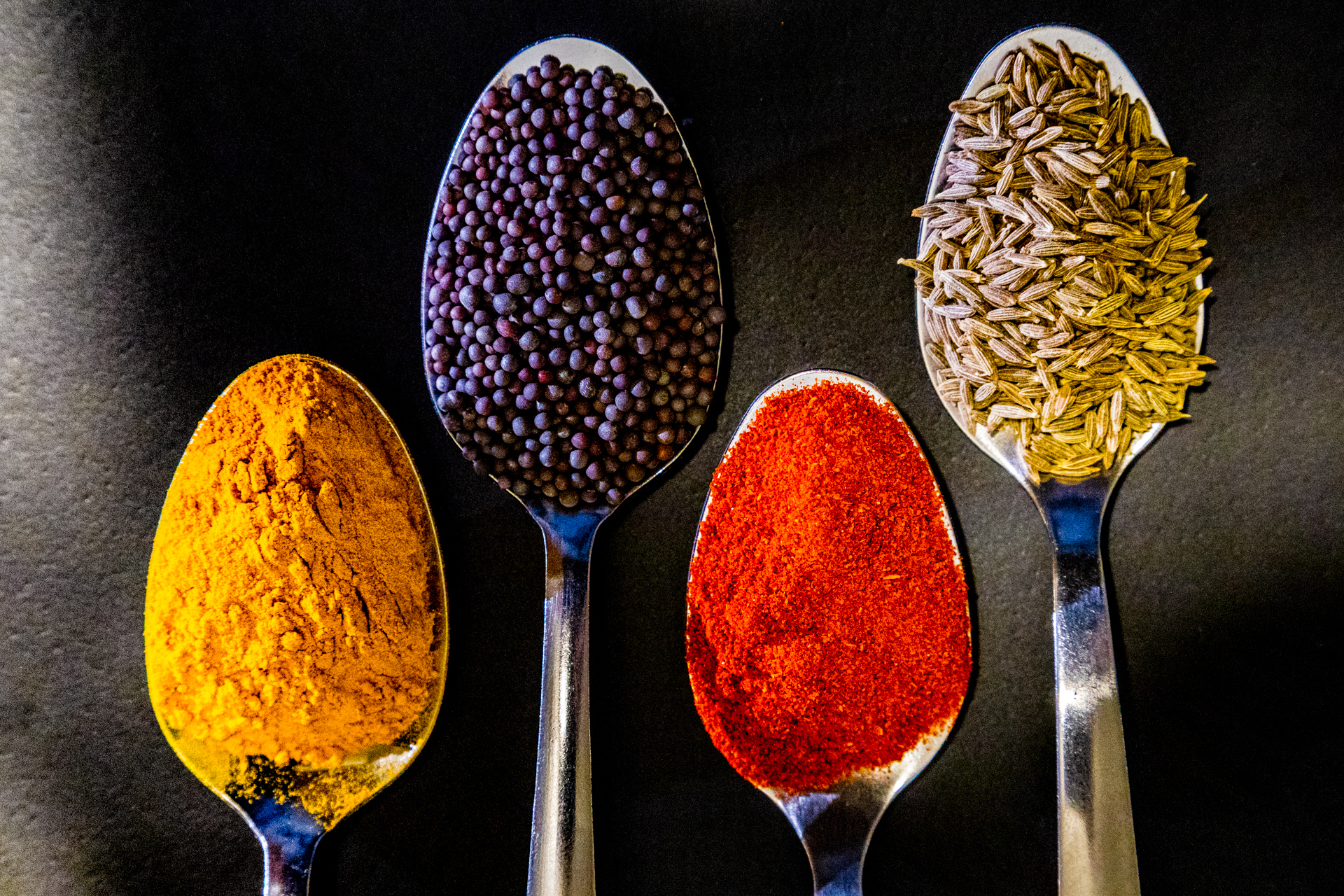
مسحوق الفلفل الحار ، بذور الخردل ، مسحوق الكركم ، بذور الكمون

تستخدم التوابل بأشكال مختلفة: حبوب كاملة، مفرومة، مطحونة، محمصة، سوتيه، مقلية. يتم إضافة البهارات إلى الطعام لاستخراج العناصر الغذائية. تُضاف بعض البهارات في النهاية كنكهة - في العادة يتم تسخين البهارات في مقلاة مع السمن أو زيت الطهي قبل إضافتها إلى الطبق. تضاف البهارات الخفيفة في الاخير، وتضاف البهارات ذات النكهة القوية أولاً. تشير كلمة «كاري» إلى أي طبق في المطبخ الهندي يحتوي على عدة بهارات ممزوجة معًا، سواء كانت جافة أو مع صلصة المرق. ومع ذلك، فإنه يشير أيضًا إلى أوراق الكاري، التي يشيع استخدامها في جنوب الهند.
فيما يلي قائمة البهارات والمواد المنكهة الأخرى التي يشيع استخدامها في الهند.
| صورة         | اللغة العربية               | ملاحظة |
| ------------ | --------------------------- | --- |
|              | حلتيت                       | (بالهندية: Hing हिंग) |
|              | غار (نبات)، ساذج هندي       | (بالهندية: Tej Patta तेज पत्ता) |
|              | هيل أسود                    | عطرية ترابية جدا وداكنة. كثيرا ما تستخدم في كاري شمال الهند. تستخدم لتلطيف التوابل. (بالهندية: Badi Elaichi बड़ी इलाइची) |
|              | فلفل أسود                   | يمكن استخدام الفلفل كاملًا أو مطحونًا في المأكولات الهندية. أكبر منتج هو ولاية كيرالا جنوب الهند. تستخدم لتلطيف التوابل. (بالهندية: Kali Miri काली मरी) |
|              | Buchanania lanzan           | يُعرف أيضًا باسم Charoli / Chironji ، وهو نوع من المكسرات يستخدم خصوصًا في صنع الحلويات. (بالهندية: Chironji चिरोन्जी) |
|              | قبارs                       | هم براعم زهور غير ناضجة (بالهندية: Kabra कब्र) |
|              | فليفلة or فلفل حلو          | (بالهندية: Shimla Mirch शिमला मिर्च) |
|              | كروياء                      | (بالهندية: Shahijeera शाहजीरा) |
|              | نانخة                       | . (بالهندية: Ajwain अजवायन) |
|              | سليخة                       | |
|              | Char Magaz                  | إنه خليط من أربعة أنواع من حبات بذور (بطيخ أحمر، شمام (كنتالوب)، خيار، يقطين). (بالهندية: Char Magaz चार मगज) |
|              | قرفة                        | نمت تجاريا في ولاية كيرالا في جنوب الهند. تستخدم لتلطيف التوابل. (بالهندية: Dalchini दालचीनी) |
|              | حمض الليمون                 | |
|              | قرنفلs                      | تعد ولاية كيرالا وتاميل نادو وكارناتاكا من أكبر المنتجين في الهند. تستخدم لتلطيف التوابل. (بالهندية: Laung लौंग) |
|              | كزبرة                       | يستخدم أيضا في شكل مسحوق. تستخدم لتلطيف التوابل. (بالهندية: Sabut Dhaniya साबुत धनिया) |
|              | كبابة                       | مذاق القرنفل مع مرارة مضافة مع إحساس مخدر خفيف مستمر (بالهندية: Sheetal Cheeni शीतलचीनी/Kabab Cheeni कबाब चीनी) |
|              | كمون seed                   | Used as Tempering Spice. (بالهندية: Jeera जीरा) |
|              | كمون seed ground into balls | |
|              | Curry leaf or نيم شائع leaf | Foliage of the مورايا كونيجية. Cannot retain flavour when dried. Only used fresh. (بالهندية: Kari Patta करी पत्ता) |
|              | شمرة شائعة seed             | Used as natural mouth-freshener. Used as Tempering Spice. (بالهندية: Saunf सौंफ) |
|              | حلبة (نبات) leaf            | (بالهندية: Methi मेथी) |
|              | Dry حلبة (نبات) leaves      | It is rubbed gently in the palms of the hands and sprinkled over the cooked dish towards the end. (بالهندية: Kasuri Methi कसूरी मेथी) |
|              | حلبة (نبات) seed            | Used as Tempering Spice. (بالهندية: Methi dana मेथी दाना) |
|              | غرسنية صمغية                | Used in fish preparations in Kerala |
|              | كرم مصالحه                  | Blend of 8+ warming spices. Each family has their own secret recipe. (بالهندية: Garam Masala गरम मसाला) |
|              | غرسنية هندية                | Used mainly in Maharashtrian Konkan and Gujarati cuisine. It has a sour taste with a faintly sweet aroma. (بالهندية: Kokam कोकम) |
|              | ثوم                         | (بالهندية: Lasson लहसुन) |
|              | زنجبيل                      | (بالهندية: Adarak अदरक) |
|              | Dried زنجبيل                | mostly powdered (بالهندية: Sonth सोंठ) |
|              | هال                         | Malabar variety is native to Kerala. Used as Tempering Spice ‏. (بالهندية: Hari Elaichi हरी इलायची) |
| green chilli | Green فلفل حار              | (بالهندية: Hari Mirch हरी मिर्च) |
|              | أملج شائع                   | It is used in Chyavanprash. (بالهندية: Amla आंवला) |
|              | هليلج كابلي                 | Also called Haritaki. Used in أيورفيدا for treating chronic ulcer, diarrhea, dysentery and piles. (بالهندية: Harad हरड़) |
|              | Jakhya                      | Also called dog mustard or wild mustard. Used in Garhwali and Kumaoni styles of cuisines. Tasteless and odorless when uncooked; Earthly and crunchy when crackled in oil. (بالهندية: Jakhya जख्या) |
|              | Black Stone Flower ‏         | It has a strong earthy aroma and a very dry, light fluffy texture and feel to it. It is widely used in Chettinad cuisine and to some extent in Hyderabadi and Marathi cuisine. (بالهندية: Pathar phool पत्थर फूल) |
|              | Guizotia abyssinica         | Kaaral/Khuraasni/Raamtill |
|              | عرقسوس powder               | (بالهندية: Mulethi मुलेठी) |
|              | دار فلفل                    | Used in South Indian cuisines. (بالهندية: Pippali पिप्पली) |
|              | Kaachri                     | |
|              | منجا (فاكهة) Extract        | |
|              | Marathi Moggu               | |
|              | بذور الخردل                 | Used as Tempering Spice ‏. (بالهندية: Sarson सरसों) |
|              | Brown بذور الخردل           | Used as Tempering Spice ‏. (بالهندية: Rai राइ) |
|              | Naagkeshar                  | Used in مطبخ ماهاراشترا as one of the ingredients of Godaa Masaalaa. (بالهندية: Nagkeshar नागकेसर) |
|              | حبة البركة seed             | Give smokey, nutty flavor to any dish. Its either dry roasted or used as Tempering Spice ‏. (بالهندية: Kalonji कलौंजी) |
|              | جوزة الطيب                  | (بالهندية: Javitri जावित्री) |
|              | جوزة الطيب                  | Mace is outer covering to nutmeg nut. Similar aroma. (بالهندية: Javitri जावित्री) |
|              | بانش فورون                  | This is a Bengali spice mix that combines fennel seeds, cumin seeds, fenugreek seeds, mustard seeds and nigella seeds. Used as Tempering Spice ‏. |
|              | رمان seed                   | Dried and ground in the Middle East. (بالهندية: Anardana अनारदाना) |
|              | بزر الخشخاش                 | Very popular in البنغال الغربية known posto, with no of مطبخ بنغالي, most popular Allu Posto (بالهندية: Khas khas खसखस) |
|              | Pandanus (Screwpine) ‏       | (بالهندية: Pulao Patti पुलाव पत्ति/ Annapoorna Pattiyaan अन्नपूर्णा पत्तियां) |
|              | عجمود Seeds/Wild celery     | It is dried fruit of عجمود Mostly used in مطبخ بنغالي. (بالهندية: Ajmod अजमोद) |
|              | فلفل حار                    | (بالهندية: Lal Mirch लाल मिर्च) Bhut Jolokia (Arunachal Pradesh, Assam, Manipur, and Nagaland). Kashmiri Mirch (Kashmir). Guntur Sannam (Andhra Pradesh). Jwala Chilli (Gujarat). Byadagi (Karnataka and Tamil Nadu). Ramnad Mundu/Gundu (Tamil Nadu and Andhra Pradesh). Dhani (Manipur and Mizoram). Kanthari (Manipur, Mizoram, Tamil Nadu, and Kerala). Warangal Chappatta (Telangana). Used as Tempering Spice ‏. |
|              | زعفران pulp                 | Actually, safflower concentrate |
|              | زعفران                      | World's most expensive spice. Used for flavouring rice & desserts. (بالهندية: Kesar केसर) |
|              | سمسم                        | Black Sesame seed (بالهندية: Kala Til काला तिल) White Sesame seed (بالهندية: Til तिल) |
|              | ليسوم حقيقي                 | Exotic, Chinese-influenced flavours Used as Tempering Spice ‏. (بالهندية: Chakra phool चक्र फूल) |
|              | فلفل سشوان                  | Also known as Teppal/ Tirphal. (بالهندية: Tirphal तिरपाल) |
|              | تمر هندي                    | Provides tartness in South Indian curries. (بالهندية: Imli इमली) |
|              | نانخة/carom seed            | Used as Tempering Spice ‏. (بالهندية: Ajwain अजवायन) |
|              | كركم                        | It is used extensively in Indian cooking. It is also often used as a colourant. It has a warm, peppery taste with musky, earthy undertones. Raw Turmeric (بالهندية: Kachi Haldi कच्ची हल्दी). Dry Turmeric (بالهندية: Sukhi Haldi सूखा हल्दी). Ground Turmeric (بالهندية: Haldi हल्दी). |
|              | Gum صمغ الكثيراء            | A thickener and coating for desserts |
|              | فلفل أسود                   | Mostly used in white, cream based gravies/curries. (بالهندية: Safed Mirch सफेद मिर्च) |

## وصلات خارجية
- "Glossary Pakistani & Indian Spices (Masala)". Direct Advert Media LLC. مؤرشف من الأصل في 2021-04-14. اطلع عليه بتاريخ 2013-10-02.
- Gantzer، Hugh؛ Gantzer، Colleen (2014). SpiceStory. Spices Board of India. ISBN:9789383098385.
- Raghavan، Susheela (2006). Handbook of Spices, Seasonings, and Flavorings (ط. 2nd). Hoboken: CRC Press. ISBN:9781420004366. مؤرشف من الأصل في 2022-11-27.